# الزغابية (بني قيس الطور)

تعديل مصدري - تعديل

الزغابية هي إحدى قرى عزلة ربع البوني بمديرية بني قيس الطور التابعة لمحافظة حجة، بلغ تعداد سكانها 1980 نسمة حسب تعداد اليمن لعام 2004.